# Base aérienne d'Onchon
La base aérienne d'Onchon est une base aérienne de la Force aérienne populaire de Corée près d'Onchon et dessert Nampo, Pyongan du Sud, en Corée du Nord.

## Aérodrome
L'aérodrome a une seule piste en béton mesurant 2484 mètres x 52 mètres. Il a une voie de circulation parallèle et plusieurs tabliers et hangars. Elle se situe sur la côte ouest de la Corée du Nord et à environ 47 km à l'ouest de Pyongyang.
À environ 5 km au sud-est de la base aérienne se trouve un complexe aéronautique souterrain avec des pistes s'étendant vers l'extérieur des systèmes de tunnels.
Le 36e régiment d'aviation équipé de 3 bataillons de chasseurs Shenyang J-6 y est stationné.